# Tunstall, Stoke-on-Trent
Tunstall är ett stadsområde i Stoke-on-Trent, i distriktet Stoke-on-Trent, i grevskapet Staffordshire i England. Det var en av de sex städer som år 1925 förenades för att forma staden. Tunstall är den mest nordliga staden i Stoke, alldeles intill Burslem.
Historiker har hittat järn som producerades i området så långt tillbaka som år 1280.
Tunstall kännetecknas av radhus, vilka var vanliga som bostäder för arbetare när keramikindustrin blomstrade. Det finns ett antal nya bostadsområden som har byggts i området. Tunstall har även haft en ökning av välkända butiker under de senaste åren. 
Robbie Williams, en berömd popstjärna, utbildades i Tunstallområdet.
Tunstall var en civil parish 1894–1922 när blev den en del av Stoke on Trent. Civil parish hade 22 740 invånare år 1921.